# Leon Tuck

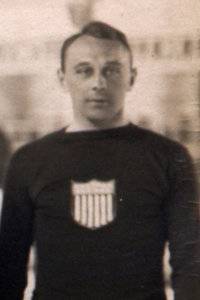
Leon Tuck (1920)

Leon Parker Tuck (* 2. Januar 1890 in Winchester, Massachusetts, USA; † 2. September 1953 in Boston) war ein Eishockeyspieler. Er spielte auf der Position des Verteidigers.
Bei den Olympischen Sommerspielen 1920 in Antwerpen gewann er mit der US-amerikanischen Nationalmannschaft, die sich aus Spielern der St. Paul A.C., Pittsburgh AA und Boston AA zusammensetzte, die Silbermedaille im olympischen Eishockeyturnier.

## Erfolge und Auszeichnungen
- 1920 Silbermedaille bei den Olympischen Sommerspielen